# Alice-Mary Talbot
Alice-Mary Talbot (también Alice-Mary Maffry Talbot; nacida el 16 de mayo de 1939) es una bizantinista estadounidense. Es directora emérita de estudios bizantinos de la Biblioteca y Colección de Investigación de Dumbarton Oaks.
Su especialización es el contexto social de las prácticas religiosas bizantinas, incluyendo la hagiografía, el monacato y los estudios de género. Gran parte de su trabajo se ha centrado en la edición y traducción de textos bizantinos.

## Educación y carrera
Talbot recibió una licenciatura en Estudios Clásicos del Radcliffe College. Completó su maestría y doctorado (1970) en Historia bizantina y otomana en la Universidad de Columbia. Su tesis doctoral se tituló The correspondence of Athanasius, patriarch of Constantinople (1289–1293; 1303–1309) with the emperor Andronicus II (dos volúmenes). Su supervisor de doctorado fue Ihor Ševčenko. Talbot enseñó en varias universidades de Ohio, además de ser investigadora junior de estudios bizantinos (1966-1968) en Dumbarton Oaks. Fue investigadora senior de estudios bizantinos (1978-1983) en Dumbarton Oaks y asociada senior visitante de investigación en estudios bizantinos (1991-1992). Fue asesora del Proyecto Hagiográfico (1992-1997) y asesora de publicaciones bizantinas (1996-1997). De 1997 a 2009, fue directora de estudios bizantinos y editora de Dumbarton Oaks Papers. Fue investigadora sénior (ex officio) de Estudios Bizantinos (1997-2008). Fue editora ejecutiva del Oxford Dictionary of Byzantium, publicado en 1991.
La erudición de Talbot influyó profundamente en el campo de los estudios bizantinos en América y Europa. Es autora de cuatro libros, editora o coeditora de otros cuatro y autora de más de setenta artículos. Fue presidenta de la Academia Medieval de América entre 2011 y 2012.

## Honores
En 2010, Talbot fue elegida miembro de la Academia Medieval de América. En 2012, Talbot recibió un Festschrift, Byzantine Religious Culture: Studies in Honor of Alice-Mary Talbot, publicado por Brill. Este incluyó veinticinco contribuciones y fue editado por Denis Sullivan, Elizabeth A. Fisher y Stratis Papaioannou. Talbot recibió un doctorado honorario de la Universidad de Saint Andrews en 2015. En su discurso de laureado, Tim Greenwood comentó sobre Talbot que «en una carrera que abarca más de cincuenta años, ha transformado profundamente el estudio de la cultura religiosa en el mundo de Bizancio, tanto a través de su propia producción académica como de su apoyo desinteresado a los demás».